# سمالوط (مركز)
مركز سمالوط، مركز إداري مصري. يقع في محافظة المنيا الواقعة في جمهورية مصر العربية. القاعدة الإدارية للمركز هي مدينة سمالوط.